# Distichophyllum undulatum
Distichophyllum undulatum là một loài Rêu trong họ Hookeriaceae. Loài này được Dozy & Molk. ex Bosch & Sande Lac. mô tả khoa học đầu tiên năm 1862.